# Impact Point
Pour plus de détails, voir Fiche technique et Distribution.
Impact Point ou Sous surveillance (titre télévisuel) est un film américain réalisé par Hayley Cloake, sorti en 2008.

## Synopsis
La star de volley-ball, Kelly Reyes, est confrontée à des challenges divers tous les jours, des compétiteurs féroces, des journalistes mais rien ne l'a préparé à devoir affronter un fan très envahissant.

## Fiche technique
- Titre original : Impact Point
- Titre français : Sous surveillance (titre télévisuel) ou Impact Point : Point d'impact (titre DVD)
- Réalisation : Hayley Cloake
- Scénario : Brett Merryman
- Sociétés de production : Breaking Point Productions, Lightning Entertainment
- Société de distribution : Sony Pictures Home Entertainment (DVD)
- Pays de production :  États-Unis
- Langue originale : anglais
- Format : couleur - son stéréo
- Genre : thriller
- Durée : 90 minutes
- Dates de sortie : 
  - États-Unis : 13 juin 2008 (sortie limitée)
  - France : 18 mars 2017 (en VOD)

## Distribution
- Brian Austin Green (VF : Gilles Laurent) : Holden Gregg
- Melissa Keller (en) (VF : Sybille Tureau) : Kelly Reyes
- Kayla Ewell (VF : Béatrice Bruno) : Jen Crowe
- Joe Manganiello (VF : Serge Faliu) : Matt Cooper
- Linden Ashby (VF : Luc Boulad) : l'inspecteur Adams
- Eddie Alfano (VF : Yann Guillemot) : l'inspecteur Sandeval
- Ed Francis Martin : Jose
- Nikki Novak : Samantha
- Keao Burdine : Tory Nickels
- Brittany Hochevar : Lynne Greene
- Janelle Ruen : Diana Wilkes
- Dain Blanton : lui-même, le commentateur
- De' Leon Howard III : le policier
- Devin Kamin : le drogué
- Ron Roggé : le capitaine
- Sarah Stratton : elle-même, la commentatrice
- Kelly Walker : la directrice adjointe
- Debbie McAlister : la collègue de bureau (non créditée)
- Brittani Noel : la « pleureuse » (non créditée)
- Carol Shook : la photographe (non créditée)

 Source et légende : version française (VF) sur RS Doublage et selon le carton du doublage français télévisuel.